# Synchaeta longipes
Synchaeta longipes är en hjuldjursart som beskrevs av Gosse 1887. Synchaeta longipes ingår i släktet Synchaeta och familjen Synchaetidae. Arten är reproducerande i Sverige. Inga underarter finns listade i Catalogue of Life.